# 薩摩琉球国勲章
薩摩琉球国勲章（さつまりゅうきゅうこく くんしょう）は、1867年に開催されたパリ万国博覧会において、薩摩藩が参加記念に発行した勲章。通称は薩琉勲章（さつりゅう くんしょう）。これが日本初の勲章とみなされている。

## 概要
1867年にフランスで開催されたパリ万国博覧会は日本が初めて参加した国際博覧会だが、そこに江戸幕府とは別に薩摩藩と佐賀藩もそれぞれ独自に出展を行った。中でも琉球王国を事実上の従属国としてその領土の一部を実効支配していた薩摩藩は、「日本薩摩琉球国太守政府」を自称して幕府とは別の独立国の政府であることを国際社会に訴えようとし、その戦略の一環として勲章の製作と贈呈が行われた。
各国の高官や外交官が一堂に会する万博は、様々な工作が繰り広げられる外交合戦の場でもあった。薩摩藩は幕府に先駆けて、かなり早い時期からこうした活動をパリで行なっており、同藩全権大使の岩下方平はシャルル・ド・モンブラン伯爵に勧められてフランスで薩琉勲章を制作し、これをナポレオン3世以下フランス高官に贈呈した。
薩摩藩のこの動きに対し、幕府でも早急に独自の勲章として葵勲章の鋳造発行を行う計画が立てられたが、実現を見ないままに大政奉還と王政復古の大号令が行われて幕府は瓦解し、葵勲章は幻に終わった。そのため日本の勲章史では、この薩琉勲章がその嚆矢とみなされている。

## 現存品
薩琉勲章の製作数は不明である。日本国内では今日までに3点のみ確認されており、それぞれ鹿児島市の島津家ゆかりの尚古集成館、指宿市の薩摩伝承館、市来正之丞の子孫（神奈川県在住）が所蔵している。

## 意匠・等級
薩琉勲章の章部分は、赤い五稜星の中央に丸と十を組み合わせた島津家の紋が白地で乗っている。紅白のコントラストが鮮やかで、五稜の間には「薩摩琉球国」の5文字が金色に光る。裏面には縦書き2行で「贈文官 兼武官」と記されている。大きさは、勲章を下げる綬とあわせて縦およそ10センチメートル、横4センチメートルと小ぶりである。
東海学園女子短期大学教授の長谷川昇によると、フランスのレジオンドヌール勲章に範を取っているという。まず形状と大きさが似ている。薩摩伝承館所蔵品の径は4センチメートルで、レジオンドヌール5等級のシュヴァリエと同じである。一方、尚古集成館所蔵品の径は5.2センチメートルで、レジオンドヌール3等級コマンドゥールの5.3センチメートルに近い。文官と武官のいずれにも与えられるという点も共通している。長谷川はさらに、大きさや綬、環の形状の微妙な違いなどから、尚古集館所蔵品を中綬章、薩摩伝承館所蔵品を小綬章と見ており、等級についてはレジオンドヌールと同じく5等級であった可能性を指摘しつつも、過去のフランスの勲章をもとにした2等級または3等級だった可能性もあると推測している。